# Bibiana Perez
Bibiana Perez (ur. 31 października 1970 w Vipiteno) – włoska narciarka alpejska, srebrna medalistka mistrzostw świata juniorów.

## Kariera
Po raz pierwszy na arenie międzynarodowej pojawiła się w 1988 roku, startując na mistrzostwach świata juniorów w Madonna di Campiglio. Zdobyła tam srebrny medal w gigancie, a w supergigancie była szósta. Podczas rozgrywanych rok później mistrzostw świata juniorów w Aleyska była piętnasta w zjeździe i dziewiętnasta w supergigancie.
W zawodach Pucharu Świata zadebiutowała 8 grudnia 1991 roku w Santa Caterina, gdzie zajęła 23. miejsce w gigancie. Tym samym zdobyła pierwsze pucharowe punkty. Na podium zawodów tego cyklu pierwszy raz stanęła 14 marca 1993 roku w Hafjell, wygrywając rywalizację w kombinacji. W zawodach tych wyprzedziła swą rodaczkę Morenę Gallizio i Niemkę Miriam Vogt. W kolejnych startach jeszcze pięć razy stawała na podium: 19 grudnia 1993 roku w St. Anton była trzecia w kombinacji, 22 grudnia 1993 roku we Flachau była druga w supergigancie, 5 lutego 1994 roku w Sierra Nevada była druga w kombinacji, 9 marca 1994 roku w Mammoth Mountain ponownie była druga w supergigancie, a 18 grudnia 1998 roku w Veysonnaz zajęła trzecią pozycję w zjeździe. W sezonie 1993/1994 zajęła ósme miejsce w klasyfikacji generalnej, a w klasyfikacjach supergiganta i kombinacji była druga.
Wystartowała na igrzyskach olimpijskich w Albertville w 1992 roku, zajmując 13. miejsce w supergigancie. Na rozgrywanych dwa lata później igrzyskach w Lillehammer była dwunasta w kombinacji. Brała również udział w igrzyskach olimpijskich w Nagano w 1998 roku, gdzie zajęła 20. miejsce w zjeździe i 22. miejsce w supergigancie. Była też między innymi czwarta w kombinacji na mistrzostwach świata w Morioce w 1993 roku, przegrywając walkę o medal z Austriaczką Anitą Wachter. Na tej samej imprezie była siódma w zjeździe i szesnasta w supergigancie.

## Osiągnięcia

### Igrzyska olimpijskie
| Miejsce | Dzień     | Rok  | Miejscowość | Konkurencja | Czas biegu | Strata | Zwyciężczyni       |
| ------- | --------- | ---- | ----------- | ----------- | ---------- | ------ | ------------------ |
| 13.     | 18 lutego | 1992 | Albertville | Supergigant | 1:21,22    | +3,47  | Deborah Compagnoni |
| DNF1    | 19 lutego | 1992 | Albertville | Gigant      | 2:12,74    | -      | Pernilla Wiberg    |
| DNF1    | 20 lutego | 1992 | Albertville | Slalom      | 1:32,68    | -      | Petra Kronberger   |
| DNF     | 19 lutego | 1994 | Lillehammer | Zjazd       | 1:35,93    | -      | Katja Seizinger    |
| DNF     | 15 lutego | 1994 | Lillehammer | Supergigant | 1:22,15    | -      | Diann Roffe        |
| 12.     | 21 lutego | 1994 | Lillehammer | Kombinacja  | 3:05,16    | +5,48  | Pernilla Wiberg    |
| 22.     | 11 lutego | 1998 | Nagano      | Supergigant | 1:18,02    | +1,45  | Picabo Street      |
| 20.     | 16 lutego | 1998 | Nagano      | Zjazd       | 1:29,89    | +2,54  | Katja Seizinger    |
| DNF2    | 17 lutego | 1998 | Nagano      | Kombinacja  | 2:40,74    | -      | Katja Seizinger    |

### Mistrzostwa świata
| Miejsce | Dzień     | Rok  | Miejscowość   | Konkurencja | Czas biegu | Strata     | Zwyciężczyni          |
| ------- | --------- | ---- | ------------- | ----------- | ---------- | ---------- | --------------------- |
| 4.      | 5 lutego  | 1993 | Morioka       | Kombinacja  | 3,39 pkt   | +35,65 pkt | Miriam Vogt           |
| 7.      | 11 lutego | 1993 | Morioka       | Zjazd       | 1:27,38    | +0,86      | Kate Pace             |
| 16.     | 14 lutego | 1993 | Morioka       | Supergigant | 1:33,52    | +1,54      | Katja Seizinger       |
| 12.     | 12 lutego | 1996 | Sierra Nevada | Supergigant | 1:21,00    | +1,52      | Isolde Kostner        |
| 8.      | 18 lutego | 1996 | Sierra Nevada | Zjazd       | 1:54,06    | +1,12      | Picabo Street         |
| DNF2    | 19 lutego | 1996 | Sierra Nevada | Kombinacja  | 3:19,68    | -          | Pernilla Wiberg       |
| 26.     | 11 lutego | 1997 | Sestriere     | Supergigant | 1:23,50    | +3,07      | Isolde Kostner        |
| 11.     | 3 lutego  | 1999 | Vail          | Supergigant | 1:20,53    | +1,26      | Alexandra Meissnitzer |
| 27.     | 7 lutego  | 1999 | Vail          | Zjazd       | 1:48,20    | +3,09      | Renate Götschl        |
| 12.     | 8 lutego  | 1999 | Vail          | Kombinacja  | 3:08,52    | +8,02      | Pernilla Wiberg       |

### Mistrzostwa świata juniorów
| Miejsce | Dzień       | Rok  | Miejscowość          | Konkurencja | Czas biegu | Strata | Zwyciężczyni   |
| ------- | ----------- | ---- | -------------------- | ----------- | ---------- | ------ | -------------- |
| 6.      | 28 stycznia | 1988 | Madonna di Campiglio | Supergigant | 1:16,26    | +1,42  | Sabine Ginther |
| 2.      | 30 stycznia | 1988 | Madonna di Campiglio | Gigant      | 1:53,22    | +0,49  | Sabine Ginther |
| 15      | 5 kwietnia  | 1989 | Aleyska              | Zjazd       | 1:31,91    | +2,39  | Sabine Ginther |
| 19.     | 6 kwietnia  | 1989 | Aleyska              | Supergigant | 1:20,69    | +3,45  | Sabine Ginther |

### Puchar Świata

#### Miejsca w klasyfikacji generalnej
- sezon 1991/1992: 68.
- sezon 1992/1993: 22.
- sezon 1993/1994: 8.
- sezon 1994/1995: 31.
- sezon 1995/1996: 38.
- sezon 1996/1997: 36.
- sezon 1997/1998: 22.
- sezon 1998/1999: 37.
- sezon 1999/2000: 36.
- sezon 2000/2001: 62.

#### Miejsca na podium
1. Hafjell – 14 marca 1993 (kombinacja) – 1. miejsce
2. St. Anton – 19 grudnia 1993 (kombinacja) – 3. miejsce
3. Flachau – 22 grudnia 1993 (supergigant) – 2. miejsce
4. Sierra Nevada – 5 lutego 1994 (kombinacja) – 2. miejsce
5. Mammoth Mountain – 9 marca 1994 (supergigant) – 2. miejsce
6. Veysonnaz – 18 grudnia 1998 (zjazd) – 3. miejsce